# Нижние конюшни
Ни́жние коню́шни (также Нижний Конюшенный двор) — комплекс исторических зданий в Пушкине. Построены в 1757—1770 гг. Объект культурного наследия федерального значения. Расположены в квартале, ограниченном Конюшенной улицей (дом 1), Садовой улицей (дома 18, 20), Набережной улицей (дом 2).

## История
Первый Конюшенный двор располагался у палат императрицы Екатерины I. В 1743—1744 гг. он был перенесён при перепланировке дворца в конец Садовой улицы. Новые каменные строения для него начали проектировать в 1756 году. Проект принадлежал Ф.-Б. Растрелли, был переработан С. И. Чевакинским, который руководил строительством. Первоначальный комплекс имел П-образную форму. Впоследствии архитектором В. И. Нееловым здания были расширены в сторону Средней улицы. В 1867 году архитектор П. С. Садовников построил новый каретный сарай в центре двора, выполнив его в том же оформлении. После Октябрьской революции конюшни вначале были переданы Ленинградскому сельскохозяйственному институту, затем разместили ремонтно-механический завод Леноблдортранса НКВД. В годы Великой Отечественной войны конюшни были серьёзно разрушены, особенно пострадал каретный сарай. С 1944 по 1947 год там располагался лагерь военнопленных. В 1947—1950 гг. здания восстановлены и приспособлены под общежитие и профилакторий сельскохозяйственного института, ныне СПбГАУ. В 2010 году общежития пришли в аварийное состояние и были расселены. С этого времени ведутся работы по реставрации и приспособлению под культурный комплекс.

## Архитектура
Все здания ансамбля конюшен кирпичные, одноэтажные, оформлены в стиле барокко. Основная часть комплекса — каре зданий конюшен, в центре которого П-образный в пане каретный сарай. В юго-восточной части комплекса находится жилой флигель. Комплекс обращён 93-метровым фасадом к Садовой улице и Эрмитажной роще. Этот фасад имеет трёхчастную композицию. Боковые части имеют лучковые фронтоны, наличники, лучковые сандрики, а центр в три оси акцентирован треугольным фронтоном и такими же наличниками и сандриками. Промежуточные оконные проёмы имеют наличники с ушками и скошенные замковые камни.